# Pseudocheilinus hexataenia
Pseudocheilinus hexataenia là một loài cá biển thuộc chi Pseudocheilinus trong họ Cá bàng chài. Loài cá này được mô tả lần đầu tiên vào năm 1857.

## Từ nguyên
Tính từ định danh hexataenia bắt nguồn từ tiếng Latinh (hexa: "sáu" + taenia: "ruy băng") có nghĩa là "có 6 dải sọc", hàm ý đề cập đến 6 dải sọc màu cam ở loài cá này.

## Phạm vi phân bố và môi trường sống
P. hexataenia có phạm vi phân bố rộng khắp Ấn Độ Dương - Thái Bình Dương. Từ Biển Đỏ và vùng bờ biển phía nam bán đảo Ả Rập, P. hexataenia được ghi nhận dọc theo vùng bờ biển Đông Phi, bao gồm Madagascar và các đảo quốc, bãi ngầm gần đó; từ bờ biển phía nam Ấn Độ, phạm vi của P. hexataenia trải dài đến Lakshadweep, Sri Lanka, Maldives, Chagos, xa hơn nữa là đến quần đảo Cocos (Keeling) và đảo Giáng Sinh (Úc), cũng như dọc theo vùng bờ biển của bang Tây Úc; ở phạm vi phía đông, P. hexataenia xuất hiện trải dài trên hầu hết vùng biển các nước Đông Nam Á và bờ biển phía đông Úc (từ bang Queensland đến bang New South Wales), mở rộng phạm vi đến hầu hết các đảo quốc, quần đảo thuộc châu Đại Dương; phạm vi phía bắc giới hạn đến vùng biển phía nam Nhật Bản; phía nam đến đảo Lord Howe (Úc).
P. hexataenia sinh sống gần các rạn san hô ở vùng nước trong gần bờ, độ sâu đến ít nhất là 35 m.

## Mô tả
Chiều dài cơ thể tối đa được ghi nhận ở P. hexataenia là 7,5 cm. Cơ thể có màu xanh lam tím với 6 dải sọc ngang màu cam ở hai bên thân. Phía dưới đầu có màu cam nhạt với nhiều chấm nhỏ li ti màu vàng. Mắt màu đỏ với cặp sọc trắng. Đuôi màu vàng lục, có đốm đen viền xanh ở cuống đuôi trên. Gốc vây hậu môn và vây lưng có một dải màu xanh óng.
Số gai ở vây lưng: 9; Số tia vây ở vây lưng: 11 - 13; Số gai ở vây hậu môn: 3; Số tia vây ở vây hậu môn: 9; Số tia vây ở vây ngực: 14.

## Sinh thái và hành vi
P. hexataenia là loài khá nhát, chúng bơi theo từng nhóm nhỏ giữa các rạn san hô nhánh, thường là san hô Pocillopora. Thức ăn của P. hexataenia chủ yếu là các loài động vật giáp xác.

## Đánh bắt
Đây là loài rất được ưa chuộng trong giới buôn bán cá cảnh vì màu sắc khá bắt mắt của chúng. Ở Thái Lan, P. hexataenia có thể được sử dụng như một loại cá thực phẩm.